# Ryszard Derdziński
Ryszard Derdziński, pseud. Galadhorn (ur. 1974) – polski tłumacz, badacz i popularyzator twórczości J.R.R. Tolkiena.

## Życiorys
Studiował politologię na Wydziale Nauk Społecznych Uniwersytetu Śląskiego, na specjalizacji samorządowej.
Jest autorem Gobeth e Lam Edhellen, słownika języka sindarin, jednego z języków Śródziemia.
Jest również redaktorem magazynów Simbelmynë i Gwaihir oraz współredaktorem portalu Elendilion.pl.
Przełożył na język polski Dodatki do Władcy Pierścieni (dodatki D i E w wydaniu dokonanym przez Muzę, a całość tekstu w wydaniu Amber) oraz Naturę Śródziemia autorstwa J.R.R. Tolkiena. Dokonał także tłumaczeń pozycji Klucz do Tolkiena. Chronologia i komentarz do Władcy Pierścieni autorstwa Michaela W. Perry’ego oraz Hobbit w malarstwie i grafice Tolkiena autorstwa Wayne’a Hammonda i Christiny Scull.
Do jego osiągnięć należy odkrycie genealogii J.R.R. Tolkiena. Wbrew tradycji podtrzymywanej przez samego Tolkiena, Derdzińskiemu udało się ustalić, iż ród pisarza wywodzi się z terenów pruskiej Natangii, a jego bezpośredni przodkowie przybyli do Anglii z Gdańska. Odkrył również kilka listów autorstwa Tolkiena adresowanych do Przemysława Mroczkowskiego oraz do rodziny amerykańskich Tolkienów.
Jest autorem sztucznych języków stworzonych na potrzeby filmów: Akademia Pana Kleksa (język ehar-szamûd) i W lesie dziś nie zaśnie nikt 2 (mhrask), a także albumu Dody 7 pokus głównych (język dodarin).
Został wyróżniony Śląkfą za rok 2002 (wspólnie z Tomaszem Gubałą) w kategorii „Fan Roku”, był też ponownie nominowany do tej nagrody za 2018 rok. Jego blog „Tolknięty” był nominowany do Tolkien Society Award w 2018 w kategorii „Best Website”.
Od września 2022 roku na antenie Radia Wnet prowadził audycję „Tolkieniada”.

## Tłumaczenia
- Dodatki D i E, [w:] J.R.R. Tolkien, Władca Pierścieni, Warszawa: Muza, 2002.
- M.W. Perry, Klucz do Tolkiena: chronologia i komentarz do Władcy Pierścieni, Warszawa: Muza, 2004, ISBN 83-7200-844-2
- S. Jaroszyński, Z życia kameleona = From chameleon's live, Katowice: Miejski Dom Kultury „Szopienice”, 2005, ISBN 83-918908-3-X
- Dodatki, [w:] J.R.R. Tolkien, Władca Pierścieni, Warszawa: Amber, 2009.
- W.G Hammond, Ch. Scull, Hobbit w malarstwie i grafice J.R.R. Tolkiena, Warszawa: Amber, 2012, ISBN 978-83-241-4455-6
- Ursula K. Le Guin, Blask Ognia, „Nowa Fantastyka”, 9, 2019, s. 39-42.
- Ursula K. Le Guin, Opisanie Ziemiomorza: jego mieszkańcy i języki, „Nowa Fantastyka”, 9, 2019, s. 43-54.
- J.R.R Tolkien, Natura Śródziemia: późne teksty na temat krain, mieszkańców i metafizyki Śródziemia, Poznań: Zysk i S-ka, 2020, ISBN 83-918908-3-X
- J.R.R. Tolkien, Utracona droga i inne pisma, Poznań: Zysk i S-ka, 2024, tłumaczenie wspólnie z Katarzyną Staniewską i Joanną Drzewowską, ISBN 978-83-8335-367-8
- Ernest Thompson Seton, Dwóch małych dzikusów, Wrocław: Wydawnictwo Auch, 2025, ISBN 978-83-953684-1-7[14]

## Publikacje
- Gobeth e-lam Edhellin : gobeth e-lam Edhil Egladrim be in-berf e-Ngolwen John Ronald Reuel Tolkien, 2000[15]
- Duch Gór a Tolkienowski Gandalf, „Sudety”, 2, 2004, s. 32, razem z Arkadiuszem Kubalą
- Uświęcony mit: tolkienowska teologia Nadziei, „Christianitas”, 25, 2006, s. 61-83.
- Z Prus do Anglii. Saga rodziny J.R.R. Tolkiena (XIV–XIX wiek), „Creatio Fantastica”, 2 (57), 2017, s. 47-71,
- O gdańskich korzeniach J.R.R. Tolkiena, „Przegląd Środkowo Wschodni”, 3, 2018, s. 217-250
- Die Tolkien Societies und der Kampf um das Vermächtnis Mittelerdes, [w:] Engels D. (red.), Aurë entuluva! – Der Tag soll wieder kommen J.R.R. Tolkien zu 50. Todestag, Bad Schmiedeberg: Renovamen Verlag, 2023, ISBN 978-3-95621-167-6